# Brutus de Villeroi
Pour les articles homonymes, voir Villeroy.
Brutus de Villeroi né Brutus-Amédée Villeroi le 6 juillet 1794 à Tours et mort à Philadelphie le 3 juillet 1874, est un ingénieur sous-marinier français pionnier qui travailla entre autres pour le compte de l'US Navy.

## Biographie

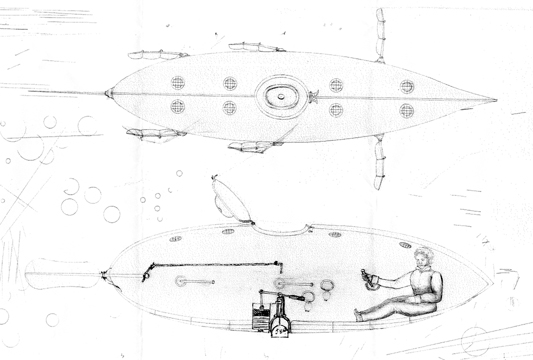
Plan du premier sous-marin construit par Villeroi entre 1832 et 1836, par Anton Lipkens et Olke Uhlenbeck (La Haye, Archives nationales néerlandaises).

Brutus Villeroi est le fils de François Villeroi, modeste poète et ouvrier typographe de Tours. Lorsque l'imprimerie où exerce son père ferme ses portes, en 1799, la famille s'établit à Nantes.  
Rapidement, Brutus Villeroi se spécialise dans la musique : dans les années 1820, il est professeur de flûte, de cor, et de guitare à Nantes, tout en enseignant le dessin et les mathématiques. Il exerce également comme enseignant en Bretagne, à Tréguier (1821) et à Saint-Brieuc (1823). Il dépose en 1821 son premier brevet pour l'invention d'une « guitare-harmonique ». 
D'après Charles Malo, Brutus de Villeroi aboutit à une première construction de sous-marin en 1832 et l'expérimente non loin de l'île de Noirmoutier, à Fromentine, avant de répéter celle-ci durant l'été 1835 en gare maritime de Saint-Ouen. Le nom de cette première machine est incertain (L'Hémiptère ?). Assemblé à Nantes, le sous-marin est présenté aux Néerlandais en 1837 et la presse anglophone l'appelle le water bug. Un article du Mecanics Magazine (mai 1833) rapporte l'expérience de Noirmoutiers du 12 août 1832 et que le sous-marin mesure 3,226 m de long et 1,668 m de large dans sa partie centrale, possède une coque en fer, huit hublots, une écoutille, un système de propulsion activé par pédalage, et deux rames latérales guidées à la main depuis l'habitacle. Il ne peut abriter qu'une personne. Le communiqué laisse entendre que Villeroi, assisté de deux collègues, fit une série de plongée de 15 minutes, desquelles il ramena des poissons et des crustacés. L'utilisation à des fins militaires est également évoquée, comme la surveillance d'un bateau. 
En 1833, Villeroi s'installe à Paris. Il obtient un nouveau brevet pour une presse typolithographique qu'il présente au public en 1834. 
Certains auteurs présument qu'en 1842, Villeroi est enseignant de mathématiques et de dessin industriel au petit séminaire de Saint-Donatien à Nantes ;  il serait dès lors possible que Jules Verne, écolier, fut témoin de l'invention, mais aucune preuve sérieuse n'a été trouvée.
En 1845, Villeroi est fait chevalier de l'ordre de la Rédemption par le supposé prince Alexandre-André de Gonzaga-Mantova, un escroc-usurpateur faisant commerce de fausses décorations. C'est à partir de ce moment qu'il se fait appeler "Brutus de Villeroi". La même année, il intègre le conseil d'administration d'une compagnie souhaitant investir dans le chemin de fer : son nom est associé à ceux de Colbert, le comte Gobineau, Bourlon, Petry, Desvoyes, Lestiboudois-Givelet, Pernot et Basset. Il dépose l'année suivante un brevet pour un système de chemin de fer "au moyen duquel on peut faire passer les convois sur des plateaux à grande différence de niveau et sur des montagnes".
Il émigre aux États-Unis en 1848, où il tente d'établir une scierie hydraulique sur les rives du fleuve Susquehanna, mais il rentre en France en 1851.
En 1855, il propose à la Marine impériale française son prototype de sous-marin sans succès.
En 1856, il regagne les États-Unis et s'installe à Philadelphie. Il conçoit en 1861 un nouveau sous-marin destiné au sauvetage des équipages perdus en mer. Ce nouveau prototype s'échoue sur les rives du fleuve Delaware le 16 mai, mais est remarqué par les autorités de la Navy.
Face aux menaces de guerre, un deuxième sous-marin est alors conçu, le USS Alligator destiné à l'US Navy, qui est le premier sous-marin militaire de ce pays.
En 1863, Villeroi se sépare de ses associés américains et décide de rentrer en France proposer un nouveau prototype à Napoléon III, mais déjà, le Plongeur conçu par Siméon Bourgois et Charles Brun était plus qu'avancé.
Il retourne vivre à Philadelphie où il meurt le 3 juillet 1874.

## Vie familiale
Dans sa jeunesse, Brutus Villeroi semble avoir une vie sentimentale assez mouvementée. Son père indique même, dans un poème qu'il lui adresse, qu'il aime « prendre les belles à l'hameçon ».
En février 1824, à Saint-Brieuc, il a un fils avec Zoé Bretange, marchande de mode de 35 ans. Il ne reconnaîtra sa paternité qu'en 1856.
Il épouse ensuite, à une date indéterminée, une certaine Eulalie, qui l'accompagne aux États-Unis.